# Myzomela adolphinae
Myzomela adolphinae là một loài chim trong họ Meliphagidae.
Loài này được tìm thấy ở New Guinea. Môi trường sống tự nhiên của chúng là các khu rừng đất thấp ẩm nhiệt đới hoặc cận nhiệt đới và rừng trên núi ẩm nhiệt đới hoặc cận nhiệt đới.
Loài này được đặt tên để vinh danh Adolphine Susanna Wilhelmina Bruijn. 